# アングリカン・コミュニオン
アングリカン・コミュニオン（英語: Anglican Communion）は、カンタベリー大主教座とのフル・コミュニオン関係にあり、カンタベリー大主教座の重要性を認める諸教会によって構成された聖公会の諸教会の集まり。

## 概要
英国植民地時代の教会が最初に独立した管区になった1850年代以降に使われるようになった用語である。組織形態が作り始められたのは1867年のランベス会議以降のことである。
英国国教会・カンタベリー大主教座との関係から「アングリカン」との名があるが、スペイン改革監督教会などの、英国国教会に直接の由来を持たない幾つかの教会もコミュニオンに加わっている。

## アングリカン・コミュニオンの教会

### ヨーロッパ
- イングランド聖公会
- ウェールズ聖公会
- アイルランド聖公会
- スコットランド聖公会（Scottish Episcopal Church）

ヨーロッパのその他の聖公会教会・集会は、ほぼイングランド聖公会カンタベリー管区ヨーロッパ教区の監督下になる：
- スペイン改革監督教会（英語版）
- ルシタニア・カトリック使徒福音教会（英語版）、在ポルトガル）

### アメリカ州
- カナダ聖公会（Anglican Church of Canada）
- 米国聖公会
- メキシコ聖公会（英語版）
- 西インド諸島聖公会（英語版）
- 南アメリカ聖公会
- ブラジル聖公会（英語版）

### アジア
- 日本聖公会
- 香港聖公会
- 大韓聖公会
- 台湾聖公会
- フィリピン聖公会
- 東南アジア聖公会（クチン教区、サバ教区、シンガポール教区、西マレーシア教区）
- ミャンマー聖公会（英語版）
- 北インド教会
- 南インド教会
- 印度洋聖公会（英語版）
- パキスタン教会（英語版）
- バングラデシュ聖公会（英語版）
- セイロン聖公会（英語版）
- エルサレム・中東聖公会

### アフリカ
- 南スーダン聖公会（英語版）
- ケニア聖公会
- ナイジェリア聖公会（英語版）
- タンザニア聖公会
- ルワンダ聖公会
- ウガンダ聖公会
- ザイール聖公会
- ブルンディ聖公会
- 中央アフリカ聖公会
- 西アフリカ聖公会
- 南部アフリカ聖公会

### オセアニア
- アオテアロア・ニュージーランド・ポリネシア聖公会（英語版）
- オーストラリア聖公会 (Anglican Church of Australia)
- パプアニューギニア聖公会（英語版）
- メラネシア教会（英語版）

## 聖堂等
- カンタベリー大聖堂
- ワシントン大聖堂
- セント・ジョン・ザ・ディヴァイン大聖堂